# Samson (film, 1908)
Pour les articles homonymes, voir Samson (homonymie).
Pour plus de détails, voir Fiche technique et Distribution.
Samson est un film muet français réalisé par Albert Capellani, Henri Andréani et Ferdinand Zecca et sorti en 1908.

## Fiche technique
- Titre : Samson
- Réalisation : Albert Capellani, Henri Andréani et Ferdinand Zecca
- Société de distribution : Pathé Consortium Cinéma
- Pays d'origine :  France
- Format : noir et blanc — film muet
- Genre : Péplum

## Distribution
- Louis Ravet